# 孫橋通
孫橋通（まごはしどおり）は京都市左京区南部の東西の通りの一つ。

## 概要
三条通の一筋北、東は新高倉通から西は川端通まで。東の延長上の古川町通までを孫橋通の名前で呼ぶことがある。
さらに孫橋通の古川町通から東への延長、神宮道までを三条通北裏（さんじょうどおりきたうら）と呼ぶ。

## 主な沿道の施設
- 並河靖之七宝記念館 白川筋東入
- 京都市営地下鉄東西線東山駅 古川町下ル（孫橋通に面していない）